# Hucknall Town
Hucknall Town ist ein englischer Fußballverein aus Hucknall. Der Klub gehörte von 2004 bis 2009 fünf Spielzeiten der Conference North an.

## Geschichte
Der Verein wurde 1943 als „Hucknall Colliery Welfare“ gegründet. In den 1980er Jahren spielte man in der Central Midlands Football League, was heute der elften bzw. zwölften Ligastufe entspricht. Nachdem man 1991/92 die Liga und den League Cup gewonnen hatte, stieg der Club in die Northern Counties East Football League auf. 1999 gelang der Sprung in die Northern Premier League, in der man bis 2004 verblieb und dann als Meister in die Conference North aufsteigen durfte. 2009 stieg man allerdings wieder aus der Conference North ab und wurde in den folgenden Jahren bis in die Central Midlands League durchgereicht.
2005 stand der Verein im Finale der FA Trophy, doch man verlor knapp gegen Grays Athletic.

## Erfolge
- Meister der Northern Premier League Premier Division: 2004